# Parafia św. Ojca Pio w Rakowiskach
Parafia św. Ojca Pio w Rakowiskach – parafia rzymskokatolicka w Rakowiskach.
Terytorium parafii obejmuje Rakowiska, część Białej Podlaskiej (ulica Terebelska po lewej strony obwodnicy), Cicibór Duży, Cicibór Mały i Terebelę.